# Plainfield (Nova Jersey)
Plainfield és una població dels Estats Units a l'estat de Nova Jersey. Segons el cens del 2008 tenia 46.126 habitants.

## Demografia
Segons el cens del 2000, Plainfield tenia 47.829 habitants, 15.137 habitatges, i 10.898 famílies. La densitat de població era de 3.057,4 habitants per km².
Dels 15.137 habitatges en un 35,5% hi vivien nens de menys de 18 anys, en un 39,3% hi vivien parelles casades, en un 24,5% dones solteres, i en un 28% no eren unitats familiars. En el 21,1% dels habitatges hi vivien persones soles el 7,4% de les quals corresponia a persones de 65 anys o més que vivien soles. El nombre mitjà de persones vivint en cada habitatge era de 3,1 i el nombre mitjà de persones que vivien en cada família era de 3,49.
Per edats la població es repartia de la següent manera: un 27,5% tenia menys de 18 anys, un 10,2% entre 18 i 24, un 32,6% entre 25 i 44, un 20,5% de 45 a 60 i un 9,2% 65 anys o més.
L'edat mediana era de 33 anys. Per cada 100 dones de 18 o més anys hi havia 92,2 homes.
La renda mediana per habitatge era de 46.683 $ i la renda mediana per família de 50.774 $. Els homes tenien una renda mediana de 33.460 $ mentre que les dones 30.408 $. La renda per capita de la població era de 19.052 $. Aproximadament el 12,2% de les famílies i el 15,9% de la població estaven per davall del llindar de pobresa.

## Poblacions properes
El següent diagrama mostra les poblacions més properes.

## Personatge il·lustres
- David Hand (1900–1986), animador i productor.
- Benjamin Hedges (1907–1969), atleta, especialista en el salt d'alçada.
- William Samuel Verplanck Junior (1916–2002), psicòleg.
- Bill Evans (1929–1980), pianista de jazz.
- Donald Martino (1931–2005), compositor.
- Florence LaRue (1944), cantant i actriu.
- David Ware (1949–2012), saxofonista de jazz contemporani i free jazz
- Jackie Sibblies Drury (2000), dramaturga.